# اندیس فسون
فسون یک اندیس فلزی است که در حوالی شهر سر چاه شور استان خراسان قرار دارد و مادهٔ معدنی موجود در آن، مس است.سنگ میزبان این اندیس کالرملانژ است و دیرینگی آن به دوران کرتاسه بالایی می‌رسد. در این اندیس، پاراژنز‌های مالاکیت یافت می‌شوند.